# U-269
Unterseeboot 269 foi um submarino alemão do Tipo VIIC, pertencente a Kriegsmarine que atuou durante a Segunda Guerra Mundial.

## Comandantes
| Comandante                      | Data                                        |
| ------------------------------- | ------------------------------------------- |
| Karl-Heinrich Harlfinger        | 19 de agosto de 1942 - 29 de abril de 1943  |
| Oblt. Otto Hansen               | junho de 1943 - 4 de setembro de 1943       |
| Kptlt. Karl-Heinrich Harlfinger | 5 de setembro de 1943 - 21 de março de 1944 |
| Oblt. Georg Uhl                 | 6 de abril de 1944 - 25 de junho de 1944    |

## Subordinação
Durante o seu tempo de serviço, esteve subordinado às seguintes flotilhas:
| Período                                      | Flotilha                                  |
| -------------------------------------------- | ----------------------------------------- |
| 19 de agosto de 1942 - 31 de março de 1943   | 8. Unterseebootsflottille (treinamento)   |
| 1 de abril de 1943 - 31 de outubro de 1943 1 | 1. Unterseebootsflottille (serviço ativo) |
| 1 de novembro de 1943 - 25 de junho de 1944  | 6. Unterseebootsflottille (serviço ativo) |

## Operações conjuntas de ataque
O U-269 participou das seguinte operações de ataque combinado durante a sua carreira:
- Rudeltaktik Eisbär (27 de março de 1943 - 15 de abril de 1943)
- Rudeltaktik Coronel (4 de dezembro de 1943 - 4 de dezembro de 1943)
- Rudeltaktik Dragoner (22 de maio de 1944 - 28 de maio de 1944)